# Oslomarka
Pour les articles homonymes, voir Marka.
Oslomarka est le nom des régions boisées et vallonnées entourant Oslo, en Norvège. Il comprend des zones de la municipalité d'Oslo, mais également de vastes zones de Hole, Ringerike, Jevnaker, Lunner, Nittedal, Bærum, Asker et d'autres municipalités des comtés de Buskerud et d'Akershus.

## Description
Bien qu'il ne soit pas désigné comme arrondissement d'Oslo, il s'agit d'une zone de loisirs majeure pour la population d'Oslo, et le développement dans la région est en grande partie interdit. Bien qu'elle soit fréquemment utilisée par de nombreux habitants d'Oslo, en particulier le week-end, sa faune comprend des espèces telles que le lynx, le loup, le castor, l'orignal et le chevreuil.
Le terme Oslomarka est généralement utilisé pour toutes les zones de loisirs autour d'Oslo. Marka est le nom administratif de la partie qui se trouve à l'intérieur des limites de la ville. Les municipalités voisines n'ont pas le même type de division administrative qu'Oslo et n'ont donc pas d'arrangement administratif distinct pour leurs parties de la région. La zone de la municipalité d'Oslo est divisée en deux parties. La population et les zones agricoles de Marka 
se localisent principalement dans deux vallées, Sørkedalen et Maridalen .

## Division d'Oslomarka
- Kjekstadmarka
- Vestmarka
- Krokskogen
- Bærumsmarka
- Nordmarka
- Romeriksåsene
- Lillomarka
- Gjelleråsen
- Østmarka
- Sørmarka

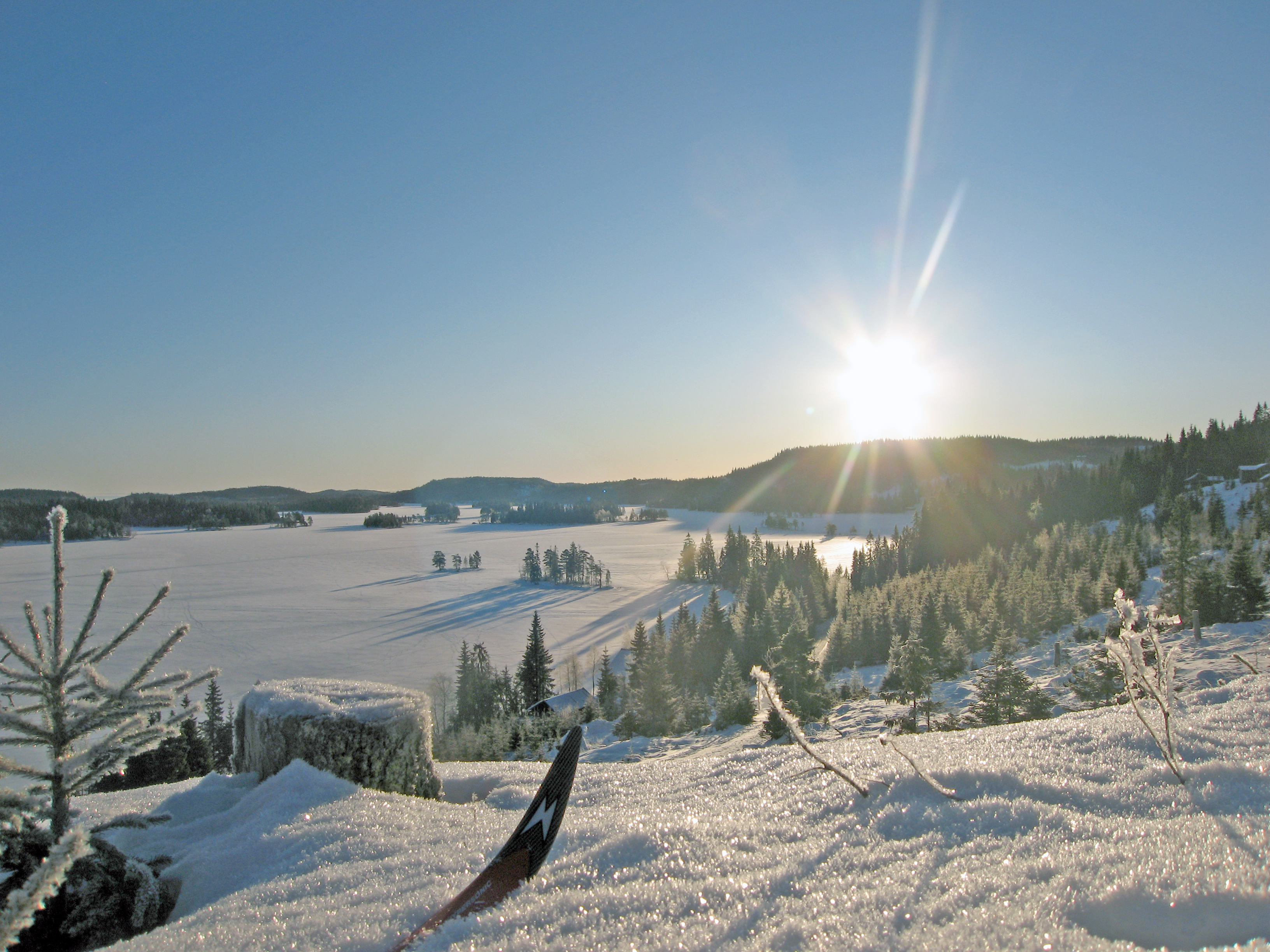
Lac Øyangen, Krokskogen

Parmi ceux-ci, Vestmarka, Kjekstadmarka, Romeriksåsene, Follomarka et Sørmarka se trouvent presque entièrement en dehors des limites de la ville.

## Zones protégées
- Réserve naturelle de Delingsdalen [2]
- Réserve naturelle de Krokskogen
- Réserve naturelle de Krokkleiva
- Réserve naturelle de Lillomarka[3]
- Réserve naturelle de Ramstadslottet[4]
- Réserve naturelle de Spålen-Katnosa [5]
- Zone de conservation du paysage de Svartskog[6]
- Réserve naturelle d'Østmarka [7]

- Réserve naturelle de Høgsmåsan [8]
- Réserve naturelle de Gjerimåsan [9]
- Prekestolen et la réserve naturelle de Ryggevanna [10]
- Réserve naturelle de Ravndalen [11]
- Réserve naturelle d'Århanemyra [12]
- Réserve naturelle de Pipra et Storrsjøhøgda [13]
- Réserve naturelle de Rundkollen et Sortungsbekken [14]
- Réserve naturelle de Paradiskollen [15]
- Réserve naturelle de Rudskampen [16]
- Réserve naturelle de Skotjernfjellet et Snellingsrøysene  [17]